# Nicolaus Adi Seputra

Nicolaus Adi Seputra, né le 6 décembre 1959 à Purwokerto dans la province de Java Central, est un évêque indonésien,  archevêque de Merauke en Indonésie de 2004 à 2020.

## Biographie
Nicolaus Adi Seputra est ordonné prêtre pour les Missionnaires du Sacré-Cœur de Jésus le 1er janvier 1989.

### Évêque
Le 7 avril 2004, Jean-Paul II le nomme Archevêque de Merauke. Il reçoit l'ordination épiscopale le 25 juillet suivant des mains de son prédécesseur Jacobus Duivenvoorde. Il est éloigné de son diocèse le 27 juillet 2019, il est alors envoyé en formation à Rome tandis que l'archidiocèse est placé sous le gouvernement d'un administrateur apostolique. Sa démission est finalement présentée et acceptée le 28 mars 2020 suivant.